# スクテロサウルス
スクテロサウルス（学名　Scutellosaurus、小さな楯の爬虫類の意）は、中生代ジュラ紀前期の北アメリカ大陸に生息していた植物食恐竜の属の一つ。最早期の鳥盤類恐竜である。スクテロサウルスの化石はこれまでアリゾナ州ナバホ・ネイションでのみ見つかっている。

## 概要
全長は約1.2メートル。全身が多数の小さな骨板で覆われており、剣竜下目と曲竜下目に分化する前の祖先、またはそれに近い種と考えられている。歯の形状は木の葉型で縁部が鋸刃状になっていた。背面には骨質の突起が300余り列をなして並ぶ。四肢は細く、前肢は比較的長かった。また尾も長い。これは二次的に四足歩行へと移行する途上の形態であると推定されている。おそらくは普段四足歩行し、捕食者から逃れる時などは尾で装甲とのバランスをとりながら二足歩行していたのではないかとされる。

## 分類
アリゾナ州ナバホ・ネイションから見つかった大量の化石の解析により、スクテロサウルスは装盾類の中で最も早期に枝分かれした種類であるとされている。なお同論文では、レソトサウルスが基盤的な新鳥盤類であることも示された。